# Lynn Jenkins
Lynn Jenkins (ur. 10 czerwca 1963) – amerykańska polityk, członkini Partii Republikańskiej i kongreswoman ze stanu Kansas (w latach 2009-2019).